# Ufficio delle letture

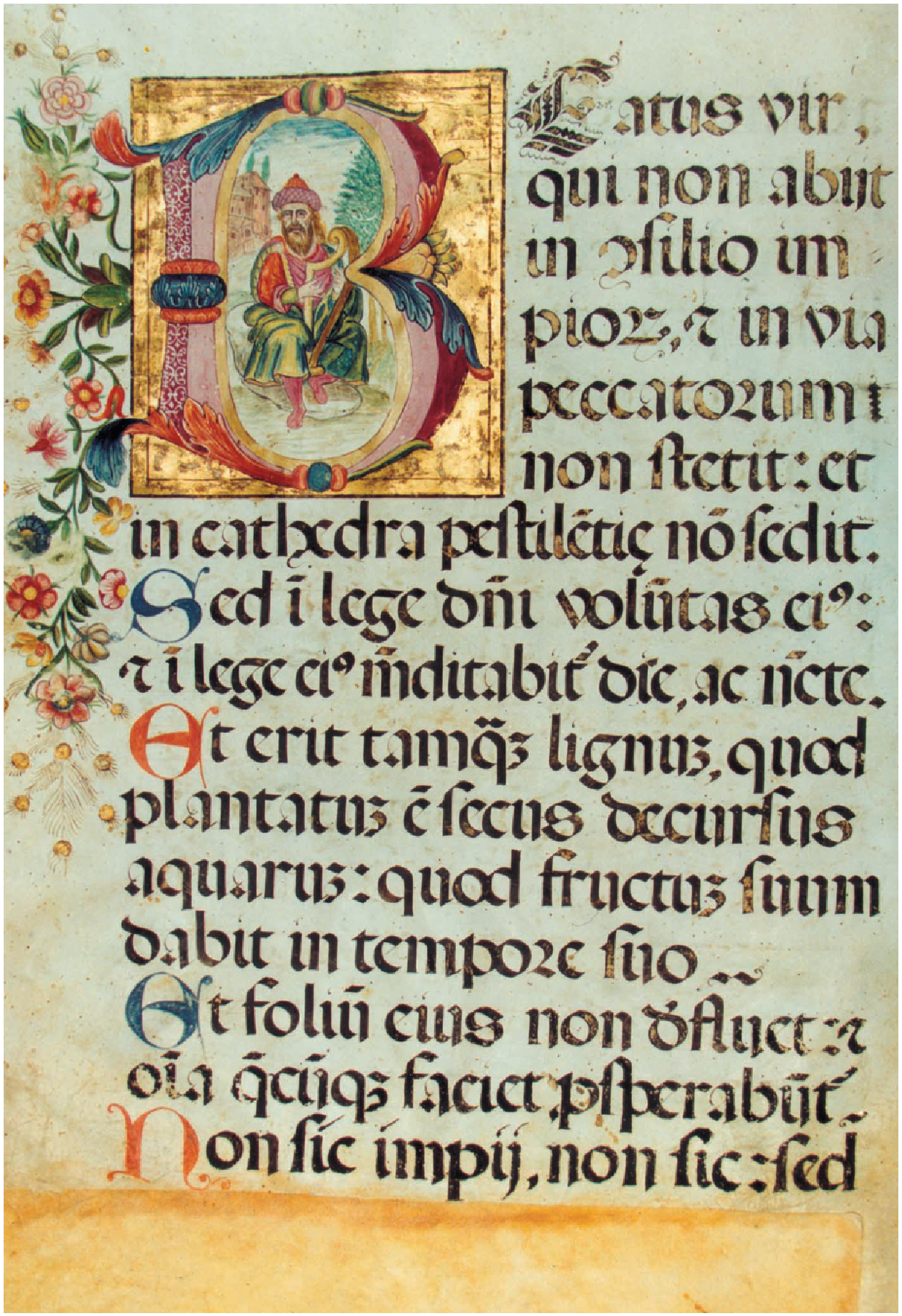
Esempio di salterio diurno miniato del sec. XVII già presente nellaBiblioteca Scarabelli di Caltanissetta, rubato nel 2010

L'Ufficio delle Letture è una delle ore canoniche, previste dalla Chiesa cattolica nell'ambito delle celebrazioni della Liturgia delle ore.

## Tempo della celebrazione
Originariamente celebrata nelle ore notturne o all'alba (precedentemente era detta mattutino), dopo le riforme del Concilio Vaticano II è stata estrapolata dal contesto orario e può essere celebrata in qualsiasi ora del giorno o della notte, eventualmente anche la sera del giorno precedente dopo aver celebrato i Vespri.

## Struttura della celebrazione (rito romano)
Dopo il versetto introduttivo ("O Dio, vieni a salvarmi", "Signore, vieni presto in mio aiuto" dal salmo 69) o, nel caso sia la prima ora celebrata nella giornata, dopo l'invitatorio, la celebrazione procede con:
- Un inno di composizione ecclesiale, che varia in base ai giorni della settimana o ai tempi liturgici o, nella versione latina, anche in base alla celebrazione se avviene in ore diurne o notturne.
- Uno o più salmi o parti di esso. I salmi seguono il ciclo mensile del salterio, ma in alcuni giorni nei tempi di Avvento, Natale, Quaresima e Pasqua sono utilizzati salmi di carattere storico che normalmente non sono previsti nei corrispondenti giorni del ciclo nel Tempo ordinario o per Annum.
- Un versetto di separazione tra i salmi e le successive letture.
- Una lettura biblica, più lunga di quelle normalmente utilizzate nelle altre ore. Di solito si fa una lettura semicontinua di un libro della Bibbia che si estende per diversi giorni o anche settimane.
- Una lettura dei Padri della Chiesa, o tratta da altri documenti ecclesiali o, nelle celebrazioni dei santi, una lettura agiografica. È scelta normalmente in maniera abbastanza libera. Alcune volte concorda a maniera di commento con la lettura biblica precedente, altre volte può concordare con il vangelo della messa del giorno. In pochi casi viene fatta una lettura continua o semicontinua di uno scritto più lungo.
- Nelle domeniche o nelle celebrazioni con il grado di solennità o festa, si dice l'inno Te Deum.
- Una orazione finale.

È possibile prolungare le celebrazioni delle vigilie di domeniche e feste aggiungendo prima del Te Deum:
- alcuni brani di cantici della Bibbia (in base al tempo liturgico);
- un brano evangelico, normalmente un racconto della risurrezione di Gesù.

## Struttura della celebrazione (rito ambrosiano)
- L'ufficio inizia con il versetto introduttivo, il Gloria e l'acclamazione Alleluia (tranne che in Quaresima).
- Segue il canto o la recita dell'inno e del Cantico dei Tre Giovani (Dn 3,52,56[4]). Quest'ultimo, in alcune feste e solennità, è sostituito da un responsorio.
- La salmodia si compone di norma di tre Salmi (o, in alcune occasioni, cantici dell'Antico Testamento), ciascuno sotto la sua antifona. La salmodia di Natale, dell'Epifania e di Pentecoste si compone di due "Notturni" da tre salmi o cantici ciascuno, dei quali la recita del primo è obbligatoria e il secondo è facoltativo. La salmodia delle ferie della Settimana Santa si compone di sei salmi.
- La salmodia sia conclude con il triplice Kyrie Eleison e l'acclamazione "Tu sei benedetto, Signore. Amen".
- Una lettura biblica, seguita da un responsorio.
- Una lettura patristica o di documenti ecclesiali, oppure una lettura agiografica del santo del giorno.
- Nelle domeniche, eccetto le domeniche di Avvento e di Quaresima, nelle feste e nelle solennità si canta o si recita il Te Deum. In tutte le occasioni in cui non è previsto il Te Deum si può recitare, facoltativamente, l'inno Laus Angelorum Magna, tranne che nelle ferie, nei sabati e nelle domeniche di Quaresima. Nella solennità della Santissima Trinità il Te Deum è sostituito dalla recita del Simbolo Atanasiano.
- L'ora si conclude con la recita di un'orazione e il congedo finale, a meno che non segua immediatamente la recita delle Lodi Mattutine.